# Бјула (Мичиген)
Бјула (енгл. Beulah) град је у америчкој савезној држави Мичиген.

## Демографија
По попису из 2010. године број становника је 342, што је 21 (-5,8%) становника мање него 2000. године.
| Група             | 2000.       | 2010.       |
| Белци             | 353 (97,2%) | 329 (96,2%) |
| Афроамериканци    | 0 (0,0%)    | 1 (0,3%)    |
| Азијати           | 0 (0,0%)    | 0 (0,0%)    |
| Хиспаноамериканци | 6 (1,7%)    | 8 (2,3%)    |
| Укупно            | 363         | 342         |